# Syncephalis intermedia
Syncephalis intermedia är en svampart som beskrevs av Tiegh. 1875. Syncephalis intermedia ingår i släktet Syncephalis och familjen Piptocephalidaceae.   Inga underarter finns listade i Catalogue of Life.